# Xerna borda
La xerna borda, el mero déntol, el nero o el nero dentó (Epinephelus caninus) és una espècie de peix de la família dels serrànids i de l'ordre dels perciformes.

## Morfologia
Els mascles poden assolir els 157 cm de longitud total i els 80 kg de pes. El cos és robust, oval i allargat. El cap és bastant gros i llarg (un terç de la llargària total). Boca molt ampla. Les dents estan ben desenvolupades. Els ulls són grossos. A l'opercle hi ha tres espines. L'aleta dorsal és llarga i baixa. La caudal és concava en els adults, mentre que en els joves no ho és tant. És de color gris al dors i més clar al ventre.

## Reproducció
És hermafrodita: les femelles passen a mascles. La posta es fa entre la primavera i l'estiu.

## Alimentació
Com tots els serrànids, és molt voraç: menja peixos i cefalòpodes.

## Hàbitat
És bentònic de fons rocallós o fangós segons la fondària (50-1.000 m). Els joves es troben més al litoral a fons rocallosos i els adults a fons fangosos en el talús.

## Distribució geogràfica
Es troba des de Portugal fins a Angola, incloent-hi la Mediterrània.

## Costums
A vegades es poden veure nedant a mitjan aigua a prop de penya-segats submarins. A la primavera s'apropa més a la costa. Els joves poden trobar-se davall objectes flotants.

## Pesca
És pescat amb palangre i volantí, i pot capturar-se fent pesca submarina però és una presa rara.

## Observacions
Pot arribar a viure fins als 75 anys segons un exemplar capturat a l'illa de Mallorca.